# Francolin de Swierstra
Pternistis swierstrai
Espèce
Statut de conservation UICN

 EN B2ab(i,ii,iii,v);C2a(i) : En danger
Le francolin de Swierstra (Pternistis swierstrai) est une espèce d'oiseaux de la famille des Phasianidae.

## Distribution
Cette espèce se trouve dans l'ouest de l’Angola, dans les districts de Huambo et de Huila.

## Habitat
Ce francolin fréquente les lisières et les sous-bois des forêts sempervirentes, les savanes à hautes herbes parcourues de ruisseaux, les versants rocheux et herbeux des montagnes et même leurs sommets (Urban et al. 1986).

## Mœurs
Généralement timide et peu visible, il garde l’épais couvert du sous-bois en grattant la litière de feuilles pour y rechercher sa nourriture. En cas de danger, il préfère s’enfuir à travers le sous-bois bien qu’un spécimen ait été observé s’envolant de la rive d’un cours d’eau vers un arbre (Madge & McGowan 2002). Il se nourrit, parmi les feuilles mortes du sous-bois, de graines de différentes plantes et d’insectes (Urban et al. 1986).

## Voix
L’avertissement consiste en un cri aigu et strident rappelant celui du francolin de Jackson.

## Nidification
Le nid et les œufs ne sont toujours pas décrits. D’après l’étude du développement des gonades, la reproduction aurait lieu entre mai et juillet (del Hoyo et al. 1994) et d’après l’observation de jeunes à moitié emplumés, elle se situerait entre mars et septembre (Madge & McGowan 2002).

## Statut
L’espèce est considérée comme « en danger » avec une population évaluée entre 1 000 et 2 500 individus sur un territoire de 18 500 km2. Sur le mont Moco, les deux menaces principales sont la destruction de l’habitat, surtout par brûlis et la chasse de subsistance. Une aire protégée couvrant 60 km2 sur le mont Moco fut proposée dans les années 1970 mais n’a toujours pas été mise en place. D’autres mesures de protection visant à déterminer la distribution exacte, à évaluer l’importance des populations et les exigences écologiques de l’espèce sont à l’étude (Hennache & Ottaviani 2011).